# طوابع الجزائر 1982
يسجل هذا المقال الطوابع البريدية الجزائرية التي أصدرتها إدارة البريد في عام 1982.

## العموميات
تحمل الإصدارات عبارة « اَلْجُمهُورِيَّة اَلْجَزَائِرِيَّة اَلدِّيمُقرَاطِيَّة اَلشَّعبِيَّة » و« البريد » باللغة العربية. أما باللغة الفرنسية فهناك عبارتان هما « Algérie » والتي تعني الجزائر، بالإضافة إلى قيمة اسمية محددة بالدينار جزائري.

## قائمة الطوابع الصادرة
| 422 | [[ملف:\|180px]] | كأس العالم لكرة القدم إسبانيا 1982 - 0.80 دج القيمة الاسمية: 0٫80 دينار جزائري الكمية المطبوعة: 300٬000 طابع بريد تاريخ الإصدار: 25 فبراير 1982 تاريخ السحب: 8 نوفمبر 1984 الطول: 26 مليمتر الارتفاع: 38 مليمتر التسنين: تثقيب 13 الرسام: قمرالدين كريم الطابع: |  | الوصف |

| 423 | [[ملف:\|180px]] | كأس العالم لكرة القدم إسبانيا 1982 - 2.80 دج القيمة الاسمية: 2٫80 دينار جزائري الكمية المطبوعة: 300٬000 طابع بريد تاريخ الإصدار: 25 فبراير 1982 تاريخ السحب: 8 نوفمبر 1984 الطول: 38 مليمتر الارتفاع: 26 مليمتر التسنين: تثقيب 13 الرسام: قمرالدين كريم الطابع: |  | الوصف يُخلد هذا الطابع البريدي الجزائري مشاركة الجزائر في كأس العالم لكرة القدم 1982 التي أُقيمت في إسبانيا، ويظهر فيه لاعبان يتنافسان على الكرة بخلفية ملونة ديناميكية ترمز إلى الحركة والحماس الكروي. الطابع يحمل قيمة 2.80 دينار ويعبر عن فخر الجزائر بأول مشاركة لمنتخبها الوطني في هذا الحدث العالمي البارز. |

| 424 | [[ملف:\|180px]] | الذكرى المئوية لاكتشاف عصية السل القيمة الاسمية: 0٫8 دينار جزائري الكمية المطبوعة: 300٬000 طابع بريد تاريخ الإصدار: 18 مارس 1982 تاريخ السحب: 8 نوفمبر 1984 الطول: 27٫47 مليمتر الارتفاع: 24٫78 مليمتر التسنين: تثقيب 13 الرسام: قمرالدين كريم الطابع: |  | الوصف |

| 425 | [[ملف:\|180px]] | الفنون الشعبية التقليدية - مرآة القيمة الاسمية: 0٫8 دينار جزائري الكمية المطبوعة: 300٬000 طابع بريد تاريخ الإصدار: 22 أبريل 1982 تاريخ السحب: 8 نوفمبر 1984 الطول: 31٫4 مليمتر الارتفاع: 38٫1 مليمتر التسنين: تثقيب 11½x11¾ الرسام: Ali Kerbouche الطابع: |  | الوصف |

| 426 | [[ملف:\|180px]] | الفنون الشعبية التقليدية - إبريق القيمة الاسمية: 2 دينار جزائري الكمية المطبوعة: 300٬000 طابع بريد تاريخ الإصدار: 22 أبريل 1982 تاريخ السحب: 8 نوفمبر 1984 الطول: 38٫1 مليمتر الارتفاع: 31٫4 مليمتر التسنين: تثقيب 11½x11¾ الرسام: Ali Kerbouche الطابع: |  | الوصف |

| 427 | [[ملف:\|180px]] | الفنون الشعبية التقليدية - صندوق القيمة الاسمية: 2٫4 دينار جزائري الكمية المطبوعة: 300٬000 طابع بريد تاريخ الإصدار: 22 أبريل 1982 تاريخ السحب: 8 نوفمبر 1984 الطول: 48٫3 مليمتر الارتفاع: 35 مليمتر التسنين: تثقيب 11½x11¾ الرسام: Ali Kerbouche الطابع: |  | الوصف |

| 428 | [[ملف:\|180px]] | مناظر من الجزائر قبل 1830 - الجزائر - جامع الجديد القيمة الاسمية: 0٫8 دينار جزائري الكمية المطبوعة: 21٬250٬000 طابع بريد تاريخ الإصدار: 13 مايو 1982 تاريخ السحب: 30 أبريل 2007 الطول: 32 مليمتر الارتفاع: 22 مليمتر التسنين: تثقيب 14 الرسام: الطابع: |  | الوصف |

| 429 | [[ملف:\|180px]] | مناظر من الجزائر قبل 1830 - تلمسان - مسجد سيدي بومدين القيمة الاسمية: 2٫4 دينار جزائري الكمية المطبوعة: 26٬550٬000 طابع بريد تاريخ الإصدار: 13 مايو 1982 تاريخ السحب: 30 أبريل 2007 الطول: 32 مليمتر الارتفاع: 22 مليمتر التسنين: تثقيب 14 الرسام: الطابع: |  | الوصف يمثل هذا الطابع البريدي منظرا فنيا لمسجد سيدي بومدين في مدينة تلمسان، أحد أبرز المعالم التاريخية والدينية في الجزائر. يعود تاريخ المسجد إلى ما قبل الاحتلال الفرنسي للبلاد عام 1830، ويُظهر الرسم المعماري المئذنة والمحيط الجبلي للمدينة بأسلوب فني بالحبر الأزرق. تبلغ قيمة الطابع 2.40 دينار، وقد صدر تكريمًا للموروث الثقافي والمعماري الذي تزخر به الجزائر. |

| 430 | [[ملف:\|180px]] | مناظر من الجزائر قبل 1830 - الجزائر - حديقة الداي القيمة الاسمية: 3 دينار جزائري الكمية المطبوعة: 21٬450٬000 طابع بريد تاريخ الإصدار: 13 مايو 1982 تاريخ السحب: 30 أبريل 2007 الطول: 32 مليمتر الارتفاع: 22 مليمتر التسنين: تثقيب 14 الرسام: الطابع: |  | الوصف |

| 431 | [[ملف:\|180px]] | النباتات الطبية - العرعار المفصص القيمة الاسمية: 0٫5 دينار جزائري الكمية المطبوعة: 300٬000 طابع بريد تاريخ الإصدار: 27 مايو 1982 تاريخ السحب: 8 نوفمبر 1984 الطول: 22٫7 مليمتر الارتفاع: 33 مليمتر التسنين: تثقيب 11½x11¾ الرسام: قمرالدين كريم الطابع: |  | الوصف |

| 432 | [[ملف:\|180px]] | النباتات الطبية - الشيح الأبيض القيمة الاسمية: 0٫8 دينار جزائري الكمية المطبوعة: 300٬000 طابع بريد تاريخ الإصدار: 27 مايو 1982 تاريخ السحب: 8 نوفمبر 1984 الطول: 22٫7 مليمتر الارتفاع: 33 مليمتر التسنين: تثقيب 11½x11¾ الرسام: قمرالدين كريم الطابع: |  | الوصف |

| 433 | [[ملف:\|180px]] | النباتات الطبية - الخروع القيمة الاسمية: 1 دينار جزائري الكمية المطبوعة: 300٬000 طابع بريد تاريخ الإصدار: 27 مايو 1982 تاريخ السحب: 8 نوفمبر 1984 الطول: 22٫7 مليمتر الارتفاع: 33 مليمتر التسنين: تثقيب 11½x11¾ الرسام: قمرالدين كريم الطابع: |  | الوصف |

| 434 | [[ملف:\|180px]] | النباتات الطبية - الزعتر الفونتانيسي القيمة الاسمية: 2٫4 دينار جزائري الكمية المطبوعة: 300٬000 طابع بريد تاريخ الإصدار: 27 مايو 1982 تاريخ السحب: 8 نوفمبر 1984 الطول: 22٫7 مليمتر الارتفاع: 33 مليمتر التسنين: تثقيب 11½x11¾ الرسام: قمرالدين كريم الطابع: |  | الوصف |

| 435 | [[ملف:\|180px]] | الذكرى العشرون للاستقلال - 0.50 دج القيمة الاسمية: 0٫50 دينار جزائري الكمية المطبوعة: 300٬000 طابع بريد تاريخ الإصدار: 5 يوليو 1982 تاريخ السحب: 8 نوفمبر 1984 الطول: 22٫7 مليمتر الارتفاع: 34٫7 مليمتر التسنين: تثقيب 11½x11¾ الرسام: بشير يلس الطابع: |  | الوصف |

| 436 | [[ملف:\|180px]] | الذكرى العشرون للاستقلال - 0.80 دج القيمة الاسمية: 0٫80 دينار جزائري الكمية المطبوعة: 500٬000 طابع بريد تاريخ الإصدار: 5 يوليو 1982 تاريخ السحب: 8 نوفمبر 1984 الطول: 34٫7 مليمتر الارتفاع: 22٫7 مليمتر التسنين: تثقيب 11½x11¾ الرسام: محمد إيسياخم الطابع: |  | الوصف |

| 437 | [[ملف:\|180px]] | الذكرى العشرون للاستقلال - 2 دج القيمة الاسمية: 2٫00 دينار جزائري الكمية المطبوعة: 500٬000 طابع بريد تاريخ الإصدار: 5 يوليو 1982 تاريخ السحب: 8 نوفمبر 1984 الطول: 34٫7 مليمتر الارتفاع: 22٫7 مليمتر التسنين: تثقيب 11½x11¾ الرسام: قمرالدين كريم الطابع: |  | الوصف |

| 438 | [[ملف:\|180px]] | الذكرى العاشرة للاستقلال القيمة الاسمية: 0٫50 دينار جزائري الكمية المطبوعة: 50٬000 طابع بريد تاريخ الإصدار: 5 يوليو 1982 تاريخ السحب: 8 نوفمبر 1984 الطول: 31٫4 مليمتر الارتفاع: 38٫1 مليمتر التسنين: تثقيب 11½x11¾ الرسام: الطابع: |  | الوصف |

| 439 | [[ملف:\|180px]] | مؤتمر الصومام - 20 أوت 1956 القيمة الاسمية: 0٫80 دينار جزائري الكمية المطبوعة: 300٬000 طابع بريد تاريخ الإصدار: 20 أغسطس 1982 تاريخ السحب: 8 نوفمبر 1984 الطول: 38 مليمتر الارتفاع: 26 مليمتر التسنين: تثقيب 13 الرسام: Ali Kerbouche الطابع: |  | الوصف |

| 440 | [[ملف:\|180px]] | الذكرى 75 للكشفية العالمية القيمة الاسمية: 2٫80 دينار جزائري الكمية المطبوعة: 300٬000 طابع بريد تاريخ الإصدار: 21 يناير 1982 تاريخ السحب: 8 نوفمبر 1984 الطول: 33 مليمتر الارتفاع: 22٫7 مليمتر التسنين: تثقيب 11½x11¾ الرسام: قمرالدين كريم الطابع: |  | الوصف |

| 441 | [[ملف:\|180px]] | الطفل الفلسطيني القيمة الاسمية: 1٫50 دينار جزائري الكمية المطبوعة: 300٬000 طابع بريد تاريخ الإصدار: 25 نوفمبر 1982 تاريخ السحب: 8 نوفمبر 1984 الطول: 26 مليمتر الارتفاع: 36 مليمتر التسنين: تثقيب 11½x11¾ الرسام: محمد إيسياخم الطابع: |  | الوصف |

| 442 | [[ملف:\|180px]] | أبو منجل الأصلع القيمة الاسمية: 0٫50 دينار جزائري الكمية المطبوعة: 400٬000 طابع بريد تاريخ الإصدار: 23 ديسمبر 1982 تاريخ السحب: 8 نوفمبر 1984 الطول: 40٫44 مليمتر الارتفاع: 29٫81 مليمتر التسنين: تثقيب 15x½14 الرسام: قمرالدين كريم الطابع: |  | الوصف يظهر هذا الطابع البريدي الجزائري الصادر سنة 1982 طائر أبو منجل الأصلع الشمالي (Geronticus eremita)، وهو طائر نادر مهدد بالانقراض. يظهر في التصميم طائر واقف بجانبه طائر في وضع الطيران، مع إبراز تفاصيل الريش اللامع باللونين الأخضر والبنفسجي. تبلغ قيمة الطابع 0.50 دينار، وقد صدر للتوعية بأهمية حماية هذا النوع الفريد من الطيور الذي كان يقطن بعض المناطق في شمال إفريقيا، بما في ذلك الجزائر. |

| 443 | [[ملف:\|180px]] | الحبارى القيمة الاسمية: 0٫80 دينار جزائري الكمية المطبوعة: 400٬000 طابع بريد تاريخ الإصدار: 23 ديسمبر 1982 تاريخ السحب: 8 نوفمبر 1984 الطول: 29٫81 مليمتر الارتفاع: 40٫64 مليمتر التسنين: تثقيب 15x½14 الرسام: قمرالدين كريم الطابع: |  | الوصف |

| 444 | [[ملف:\|180px]] | النسر الأرقط القيمة الاسمية: 2٫00 دينار جزائري الكمية المطبوعة: 400٬000 طابع بريد تاريخ الإصدار: 23 ديسمبر 1982 تاريخ السحب: 8 نوفمبر 1984 الطول: 40٫44 مليمتر الارتفاع: 29٫81 مليمتر التسنين: تثقيب 15x½14 الرسام: قمرالدين كريم الطابع: |  | الوصف |

| 445 | [[ملف:\|180px]] | النسر الملتحي القيمة الاسمية: 2٫40 دينار جزائري الكمية المطبوعة: 400٬000 طابع بريد تاريخ الإصدار: 23 ديسمبر 1982 تاريخ السحب: 8 نوفمبر 1984 الطول: 29٫81 مليمتر الارتفاع: 40٫64 مليمتر التسنين: تثقيب 15x½14 الرسام: قمرالدين كريم الطابع: |  | الوصف |